# Panopea abrupta
Panopea abrupta es una especie extinta de un gran molusco bivalvo marino de la familia Hiatellidae. Entre 1983 y 2010, esta especie de almeja fue confundida en la literatura científica con Panopea generosa o geoduck del Pacífico.